# Distretto di Popil'nja
Il distretto di Popil'nja (in ucraino Попільнянський район?, Popil'njans'kyj rajon) era un distretto dell'Ucraina, situato nell'oblast' di Žytomyr. Il suo capoluogo era Popil'nja. È stato soppresso in seguito alla riforma amministrativa del 2020.